# Джим Джонстон (композитор)
Джеймс Алан Джонстон (англ. James Alan "Jim" Johnston; нар. 31 грудня 1959) — американський композитор, який працює з найбільшим компанією-промоутером реслінгу WWE починаючи з 1985 року.

## Кар'єра
Джонсон здобув широку популярність працюючи над саундтреками для відеоігор і музичних тем для реслерів компанії WWE. Найвідомішими його роботами стали музичні теми для Суперзірок реслінгу Андертейкера, Стіва Остіна, Дуейна Джонсона, Біг Шоу, Містера Макмехона та сотні інших. Багато тем були записані й випущені у вигляді комерційних альбомів. Починаючи з 2014 року до Джонсона приєднався CFO$. Вони разом мають працювати над створенням музичних тем для реслерів і саундтреків для фільмів, які випускає WWE Studios.
У деяких інтерв'ю Джонсон зазначає, що все своє життя мав страх перед великою сценою і живою аудиторією. Саме тому він почав працювати за кулісами. Його першими кроками в шоубізнесі стала співпраця з MTV і VH1. Окрім цього він створював музичні теми для Світової Федерації Бодібілдингу і XFL.
Свою музику Джонсон любить писати на самоті. Дуже часто сам працює з музичними інструментами. Хоча в деяких випадках він заручається допомогою інших вокалістів. 2008 року він сказав що глибоко розчарований Billboard Magazine, і розкритикував WWE за неспроможність забезпечити належну рекламну компанію.

## Успіх
Починаючи з 1991 року Джонсон випустив сімнадцять альбомів, які відстежувала компанія Nielsen SoundScan. Загалом було продано близько 5,9 млн одиниць. Найуспішнішим виявився «WWF: Музика, Том 3.». Джонсон випустив його в 1998 році й той розійшовся тиражем в 1,2 млн тільки у США.